# Прат, Сильвестр
Сильвестр Прат (1 декабря 1895, Гротовиц, Моравия — 1990, Прага, Чехословакия) — чехословацкий ботаник и редактор.

## Биография
Родился 1 декабря 1895 года в Гротовице. В 1914 году поступил в Пражский университет, который он окончил в 1919 году. Администрация оставила дипломированного специалиста у себя и тот посвятил этому университету всю свою долгую и плодотворную жизнь. С 1919 по 1938 год работал научным сотрудником, с 1938 по 1990 год занимал должность профессора анатомии и физиологии растений, до 1970 года заведовал кафедрой физиологии растений и биологии почв.
Скончался в 1990 году в Праге.

## Научные работы
Основные научные работы посвящены альгологии, биохимии растений и физиологии.
- 1923 — Показал, что между количеством испаренной растением воды и количеством солей, поглощённых корнями из почвенных растворов, прямой связи не существует.
- Разработал эффективные методы культивирования синезелёных водорослей.
- Создал самую богатую в мире коллекцию культур аутотрофных организмов.

## Редакторская деятельность
- Инициатор создания научного журнала «Биология плантарум».

## Избранные сочинения
- Прат С. «Анатомия и физиология растений».

## Членство в обществах
- 1955-90 — Член Чехословацкой АН.